# Хрушовани (Хомутов)
Хрушовани (чеш. Hrušovany) је насељено мјесто са административним статусом сеоске општине (чеш. obec) у округу Хомутов, у Устечком крају, Чешка Република.

## Становништво
Према подацима о броју становника из 2014. године насеље је имало 542 становника.